# Diethard Wend
Diethard Wend (* 10. Dezember 1931 in Leipzig; † 13. September 2020) war ein deutscher Journalist und Funktionär der DDR-Blockpartei NDPD. Er war von 1982 bis 1990 Chefredakteur des NDPD-Zentralorgans National-Zeitung.

## Leben
Wend, Sohn eines Angestellten, besuchte die Grund- und die Oberschule mit Abitur. Er trat 1950 in die National-Demokratische Partei Deutschlands (NDPD) ein und wurde Volontär bei der Leipziger Ausgabe der „National-Zeitung“. Von 1952 bis 1956 war er Volontär bei den Sächsischen Neuesten Nachrichten. Er wurde 1954 Mitglied des Verbandes der Journalisten der DDR (VDJ). Im Jahr 1956 wurde er Redakteur der National-Zeitung. Ein Fernstudium der Journalistik an der KMU Leipzig von 1961 bis 1966 schloss er als Diplom-Journalist ab. 1972 wurde er stellvertretender Chefredakteur und am 11. Juni 1982 Chefredakteur der National-Zeitung (Nachfolger von Horst Kreter). Auf dem 12. NDPD-Parteitag im April 1982 wurde er zum Mitglied des Hauptausschusses (HA) und auf der 10. Tagung des Hauptausschusses am 5. Dezember 1985 zum Mitglied des Sekretariats des HA gewählt. Am 11. Juni 1982 wurde er auf dem XI. Kongress des VDJ zum Mitglied des Zentralvorstandes des VDJ und 1987 seines Präsidiums gewählt.
Wend verstarb am 13. September 2020 im Alter von 88 Jahren.

## Auszeichnungen
- 1976 Vaterländischer Verdienstorden in Bronze und 1981 in Silber
- 1982 Franz-Mehring-Ehrennadel